# Centrale ouvrière bolivienne
 (février 2024).
Si vous disposez d'ouvrages ou d'articles de référence ou si vous connaissez des sites web de qualité traitant du thème abordé ici, merci de compléter l'article en donnant les références utiles à sa vérifiabilité et en les liant à la section « Notes et références ».
La Centrale ouvrière bolivienne (en espagnol: Central Obrera Boliviana, COB) est la principale centrale syndicale de Bolivie. Elle est fondée en 1952 à la suite de la Révolution nationale qui amène le Mouvement nationaliste révolutionnaire au pouvoir. Le membre principal de la centrale est la Federación Sindical de Trabajadores Mineros de Bolivia (FSTMB). De 1952 à 1987, la COB est dirigée par Juan Lechín Oquendo qui était aussi à la tête de la FSTMB.
La centrale entretient une relation conflictuelle avec les différents gouvernements du pays depuis les années 1950. Elle a joué un rôle prépondérant dans l'organisation des manifestations qui ont entraîné la chute du président Carlos Mesa en 2005. La COB s'est opposée à la privatisation de l'eau lors de la guerre de l'eau en 2000 et a soutenu la nationalisation des réserves de gaz naturelles du pays lors de la guerre du gaz. En 2010, la centrale organise des manifestations qui entraînent une réforme des retraites en 2010. En avril 2011, elle organise une grève générale de douze jours pour l'obtention de plus hauts salaires.
La COB représente[Quand ?] environ deux millions de travailleurs boliviens, du secteur industriel et des services publics. Elle est en lien avec de nombreux leaders de mouvements indigènes et paysans tels Felipe Quispe.

## Archives
- Un fonds d'archives de la Central Obrera est conservé à La contemporaine. La genèse de ce fonds et son contenu sont décrits dans « Archives de la Central obrera boliviana (COB), 1952-1991 », Matériaux,‎ 1991, p. 24-26 (lire en ligne).